# Louis-Bernard Bonjean
Pour les articles homonymes, voir Bonjean.
Louis-Bernard Bonjean, né le 13 frimaire an XIII (4 décembre 1804) à Valence et mort le 24 mai 1871 à la Grande Roquette, est un jurisconsulte français.
Légiste éminent, ministre, conseiller d’État, sénateur, doyen des présidents de chambre à la cour de cassation, républicain libéral rallié à l’Empire, fils de ses œuvres, il est au nombre des six otages exécutés, pendant la Semaine sanglante, par les Communards, après le refus de Thiers de les échanger contre Auguste Blanqui.

## Biographie
Issu d’une ancienne famille de Savoie qui a fourni plusieurs membres au Sénat de Savoie, au XVIIIe siècle, Bonjean a perdu ses parents, à l’âge de seize ans. Dès cette époque, devant se suffire à lui-même sans autre patrimoine que 1 100 francs, de bonnes études et une rare puissance de travail, il commence par donner des leçons de mathématiques, qu’il avait étudiées, au sortir du collège, sous la direction du comte di Carpegna, alors professeur à l’École d’artillerie de Valence.
Monté, après un séjour à Lyon, à Paris, en 1825, il obtient sa licence à la Faculté de droit, en 1829, avec une thèse très remarquée sur le régime hypothécaire instauré par le code Napoléon. Ce travail a établi sa notoriété parmi les juristes. Sa sécurité matérielle désormais assurée par les répétitions de droit, qu’il a fondées chez lui, et où l’affluence a rapidement été si considérable que ses revenus s’élevaient jusqu’à 17 ou 18 000 francs, il peut enfin préparer son doctorat sans soucis matériels.
Appartenant à la jeunesse exaltée par les principes de la révolution française et les glorieux souvenirs de la République et de l’Empire, qui voyait, dans la monarchie restaurée de 1814 et de 1815, le triomphe humiliant de l’étranger, dans la Charte constitutionnelle de 1814 octroyée la négation insolente de la souveraineté nationale, et dans l’influence croissante de la congrégation, une menace et un danger pour la liberté de la conscience et de la pensée, il s’engage activement dans la révolution de Juillet. 
Les lundi et mardi 26 et 27 juillet, il parcourt les quartiers des 11e et 12e arrondissements, y diffusent des exemplaires du Temps, contenant la protestation des journalistes contre la violation de la Charte. L’un des premiers à exhorter le peuple à le révolte, il marche, le mercredi 28, entre deux tambours, en tête d’une colonne d’insurgés, et s’empare de la poudrière de la rue Saint-Victor, avant de se diriger vers le pont d’Austerlitz, où, après une lutte acharnée, il doit se replier, mais le dernier et faute de balles.
Le 29, à la tête des anciens combattants du faubourg Saint-Marceau, lorsque le polytechnicien Vaneau est tué, il ramasse son épée, rallie les assaillants et les jette sur la caserne Babylone, occupée par les gardes suisses, en un assaut victorieux, dans le dernier et décisif épisode de la révolution de Juillet. Républicain, il refuse une place de procureur du roi offerte par Dupont de l’Eure, et reste dans l’opposition.

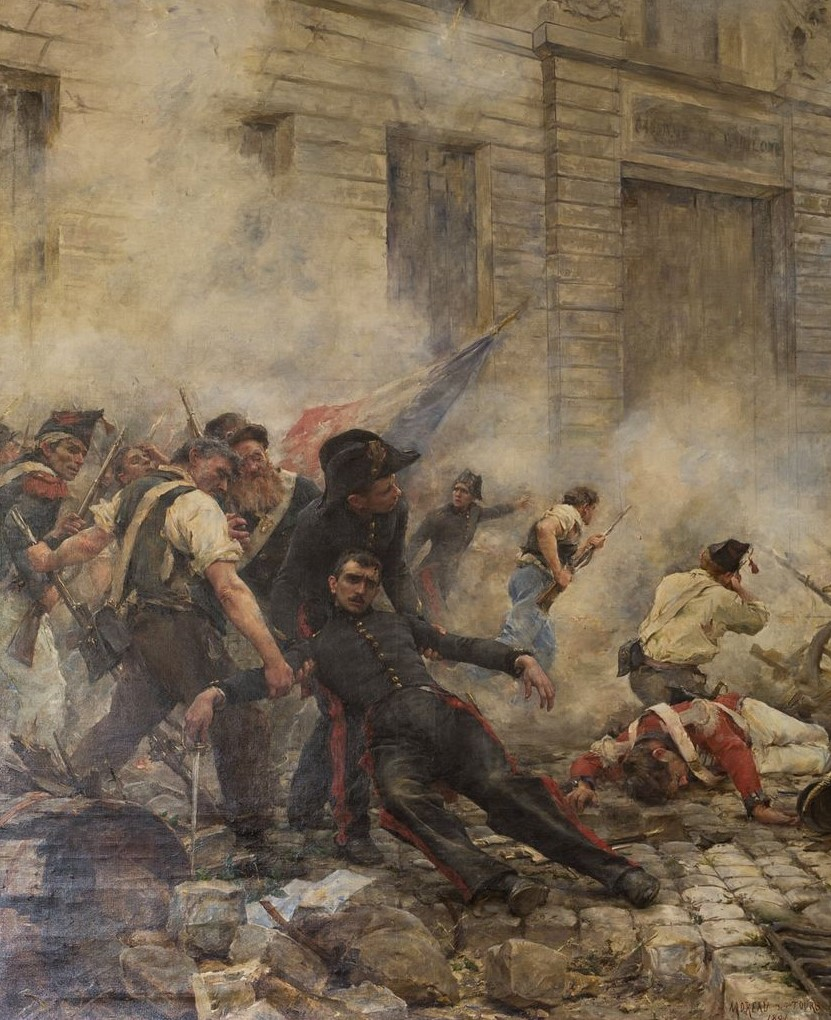
Assaut de la caserne Babylone, le 29 juillet 1830.

Absorbé par les exigences de sa vie laborieuse, il se retire complètement de la politique, et termine son doctorat en droit en 1830. Il refuse la sollicitation de quelques professeurs de l’École de droit, qui comptaient parmi ses protecteurs et ses amis, de passer les concours de l’enseignement. Le 6 juin 1832, il participe aux « journées du cloître Saint-Merri », mobilisant les déçus de l’orléanisme, et n'échappe que de justesse aux baïonnettes qui le poursuivaient.
En 1838, il achète, une charge d’avocat aux conseils du roi et à la Cour de cassation. En 1841, il publie le Traité des actions, ou Exposition historique de l'organisation judiciaire et de la procédure civile chez les Romains, œuvre de premier ordre et qui l’a fait connaitre de la France entière. Il épouse une descendante de Malherbe.
En 1848, la révolution de Février le ramène à la politique, à laquelle il était resté étranger pendant seize ans. Pressé d’accepter une candidature dans son pays natal, après la proclamation de la IIe République, il se contente d’adresser une circulaire aux électeurs, qui l’élisent néanmoins, le 23 avril 1848, député de la Drôme à la Constituante et vote avec la droite. Partisan de l’ordre, il provoque la démission du Préfet de police Caussidière, qui se targuait de faire « de l’ordre avec du désordre », et fait partie de la majorité conservatrice qui, hostile à la politique républicaine et progressiste d’Hippolyte Carnot, le contraint à démissionner de son poste de ministre de l’Instruction, le 5 juillet 1848.
Dans une brochure, alors répandue à un nombre considérable d’exemplaires, sous le titre : Socialisme et sens commun, il réfute les doctrines socialistes de Fourier et son phalanstère, de Louis Blanc et son organisation du travail, de Proudhon et sa banque du peuple, de Pierre Leroux et sa triade, le droit au travail, la fixation des salaires par l’État, etc. Il ne sera pas réélu lors des élections législatives de 1849.
À partir de 1849, il suit la politique du prince-président, devient brièvement ministre de l’Agriculture et du commerce du 9 janvier au 24 janvier 1851, chargé de combattre les menaces de dictature militaire du général Changarnier, candidat monarchiste à l'élection présidentielle française de 1848. En 1852, il est nommé avocat général à la Cour de cassation et, le 11 février de la même année, président de la Section de l’intérieur du Conseil d’État, où il a accompli, pour vider l'arriéré des affaires, une tâche si écrasante que sa vue en a été gravement altérée.
Nommé sénateur par Napoléon III, en 1855, il défend la liberté de la presse lors de l’instauration de l’Empire libéral. Il s’oppose à la restauration de la noblesse héréditaire, au projet se soustraire certaines classes de personnes, notamment les ministres, sénateurs et conseillers d’État à la juridiction du droit commun, même pour les crimes et délits ordinaires, pour les rendre exclusivement justiciables de la haute-cour de justice, soutient l’indépendance de la Pologne et de l’Italie. Les doctrines ultramontaines n’ont pas eu d’adversaire plus ferme et plus vigilant que ce gallican convaincu, auteur de Du pouvoir temporel de la papauté.
Souvent désigné sous le nom de « sénateur bénédictin », en raison du nombre et de la variété des sujets traités par lui au Sénat, ainsi que de l’immense travail que lui imposait la présidence si laborieuse de la chambre des requêtes, ainsi que le Conseil impérial, le Conseil académique, et tant d’autres commissions dont il était membre, il est nommé Président à la cour de Riom, puis président de la chambre des requêtes à la Cour de cassation (1865).
Lors de la guerre franco-allemande de 1870, après la capitulation et l’armistice, il croit de son devoir de rester à Paris où l’entrée de l’armée prussienne pouvait provoquer les événements les plus graves. Au lieu de gagner Bayeux où se trouvait sa famille, à l’annonce du soulèvement du 18 mars 1871 de Paris, en réaction à la décision du gouvernement d'Adolphe Thiers de reprendre les canons acquis par les Parisiens pendant le siège de la ville par les Prussiens, marquant le début de la Commune de Paris, il prend le parti de retourner à Paris, renonçant à revoir les siens dont il était séparé depuis six mois, et préside, le 21 mars, la Chambre des requêtes comme à l'ordinaire.

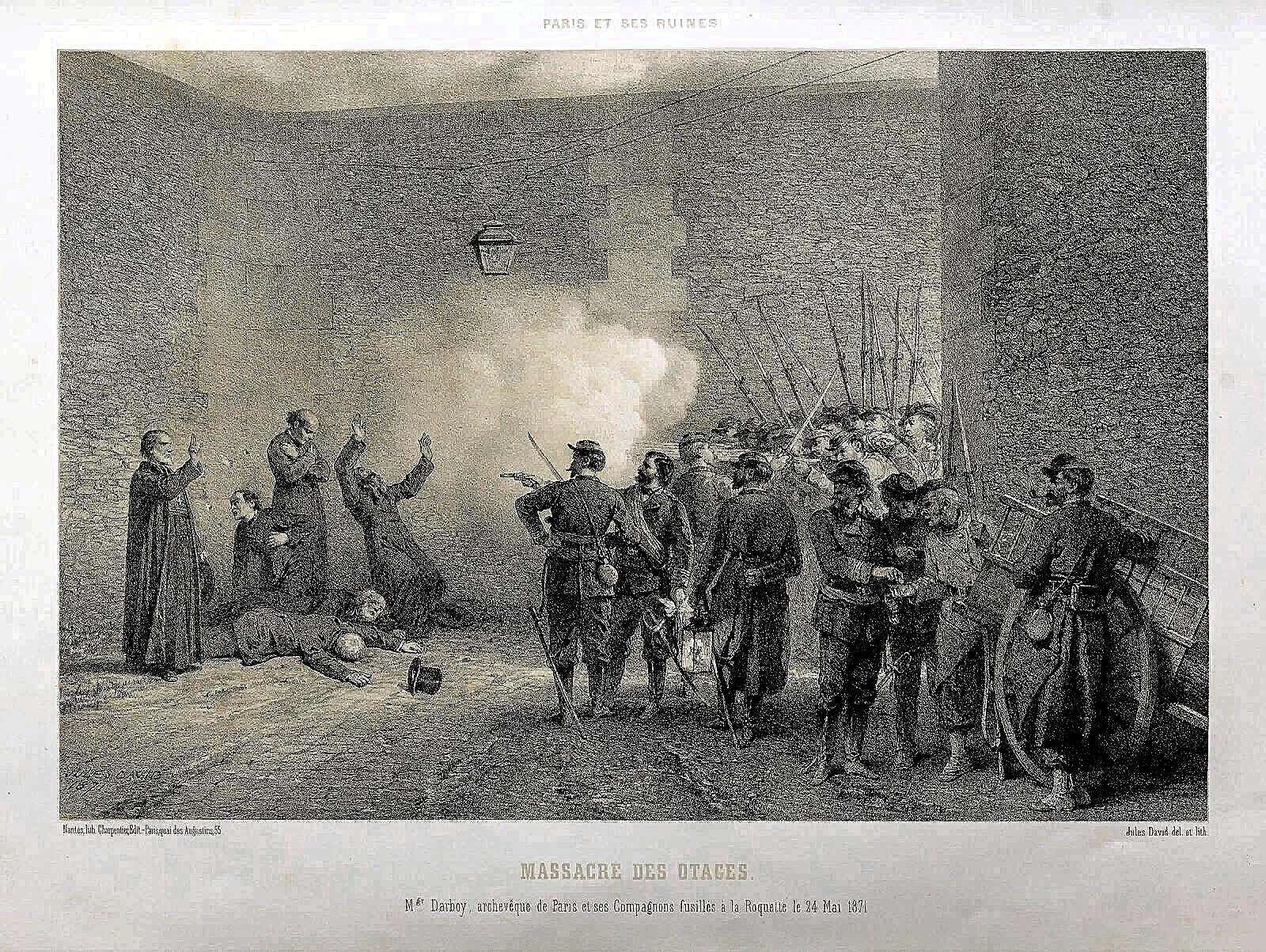
Exécution des otages, le 24 mai 1871, à la prison de la Roquette.

Première personne arrêtée par les agents de la Commune de Paris, alors qu’il remplit à titre provisoire les fonctions du premier président de la Cour de cassation, le 18 mars 1871, il proteste contre l’acte arbitraire le privant de sa liberté et s’entendre répondre par Raoul Rigault, délégué à la préfecture de police : « Nous ne faisons pas de la légalité, mais de la révolution ; nous avons la force, et nous vous rendons ce que vous nous avez fait dans un autre temps. » Envoyé à Mazas, il est transféré, en compagnie de dix-huit prisonniers, à la Grande Roquette où, retenu comme otage, au secret, il est sorti, après 64 jours, de la cellule nº 6, et conduit au lieu d’exécution avec de grandes difficultés, affligé de claudication, souffrant cruellement de sa hernie, appuyé au bras de l’archevêque, très faible lui-même. Il remet un rouleau de papier, qu’il tenait à la main, à un garde, en lui disant : « Vous porterez cela à mon fils. » Fusillé, avec Darboy, Deguerry, Léon Ducoudray, Michel Allard et Alexis Clerc, il tombe, vivant encore, atteint de dix-neuf balles au ventre, aux bras, aux jambes et à la gorge ; le coup tiré à l'oreille a amené la mort. Jeté, avec les autres victimes, en tas et sans cercueils, dans une tranchée au Père-Lachaise, il est exhumé, le 28 mai, et mis en chapelle au Père-Lachaise pour être rendu à sa famille, qui l’a fait inhumer en l’église Saint-Martin, sur le domaine familial d’Orgeville.
Il a collaboré au Corps diplomatique et à l'Encyclopédie des lois. Il est le père du magistrat et philanthrope Georges Bonjean. Son buste, réalisé par Eugène Sollier, se trouve dans une niche face au palier d’honneur de la Cour de cassation,.

## Publications principales
- De la donation entre vifs, Paris, Terzuolo, 1837, 56 p.
- Mémoire à consulter pour les colons de la Guyane française spoliés par la violation de la capitulation du 12 janvier 1809 avec le Portugal, Paris, Plon 1839, 24 p. in-8º
- Traité des actions, ou Exposition historique de l'organisation judiciaire et de la procédure civile chez les Romains, t. 1, Paris, Videcoq, 1841, 588 p., 2 vol. in-8º (OCLC 423090006, lire en ligne), « t. 2 », 1845, 612 p.
- « De la propriété et de la prescriptibilité des îles du Rhin », extrait de la Revue étrangère et française de législation, Paris, Joubert, 1843, 46 p., in-8º.
- Chrestomathie, ou Choix de textes pour un cours élémentaire du droit privé des Romains, Paris, Videcoq et fils, 1843, in-8º, cxvi-484 p.
- Socialisme et sens commun, Paris, Vve Le Normant, 1849, 69 p., 16 cm (OCLC 6673750, lire en ligne).
- De l’inconstitutionnalité de la juridiction militaire en Algérie à l'égard des citoyens français non militaires, Paris, Rignoux, 1843, v, in-8º (OCLC 466473173).
- Du pouvoir temporel de la papauté, Paris, C. Lahure, 1862, 533 p., 2 pl., in-8º (OCLC 457096200, lire en ligne).
- Rapport sur diverses pétitions demandant des mesures protectrices des oiseaux utiles à l'agriculture, Tarbes, Telmon, 1862, 56 p., 24 cm (lire en ligne).
- Cour impériale de Riom, Riom, U. Jouvet 7 mai 1863, 63 p. in-8º.
- Les Allopathes et les homéopathes devant le Sénat, discours de MM. Dumas, Bonjean et Dupin. Séance du 1er juillet 1865, Paris Garnier frères, 1865, 125 p.